# Destructor Isokaze
L'Isokaze (japonès: 磯風 Vent costaner) va ser el 12è destructor de la classe Kagero. Va servir a la Marina Imperial Japonesa durant la Segona Guerra Mundial.

## Història
El 7 d'abril de 1945, formant part de l'escorta de vuit destructors del cuirassat Yamato durant l'Operació Ten-Gō, va ser implicat en l'atac aeri de la Task Force 58, l'objectiu de la qual era enfonsar el Yamato. Va quedar inutilitzat a l'aigua, sense direcció i amb vint mariners morts després de l'atac. Davant la impossibilitat de tornar-lo a port, va ser enfonsat pels mateixos japonesos per evitar la seva captura a la posició 30° 27′ 40″ N, 128° 55′ 12″ E / 30.461°N,128.92°E.

## Oficials Comandants
- Cmdr. Masashichi Shirahama - 15 de novembre de 1940 - 30 de novembre de 1940
- Cmdr. Masashichi Shirahama - 30 de novembre de 1940 - 25 de febrer de 1941
- Cmdr. Kenma Isogu - 25 de febrer de 1941 - 10 de setembre de 1941
- Cmdr. Shunichi Toyoshima - 10 de setembre de 1941 - 22 de novembre de 1942
- Lt. Cmdr. Junnari Kamiura - 22 de novembre de 1942 - 1 de novembre de 1943
- Lt. Cmdr. Saneho Maeda - 1 de novembre de 1943 - 7 d'abril de 1945